# Trypeticus therondi
Trypeticus therondi är en skalbaggsart som beskrevs av Kanaar 2003. Trypeticus therondi ingår i släktet Trypeticus och familjen stumpbaggar. Inga underarter finns listade i Catalogue of Life.